# Eye-Fi

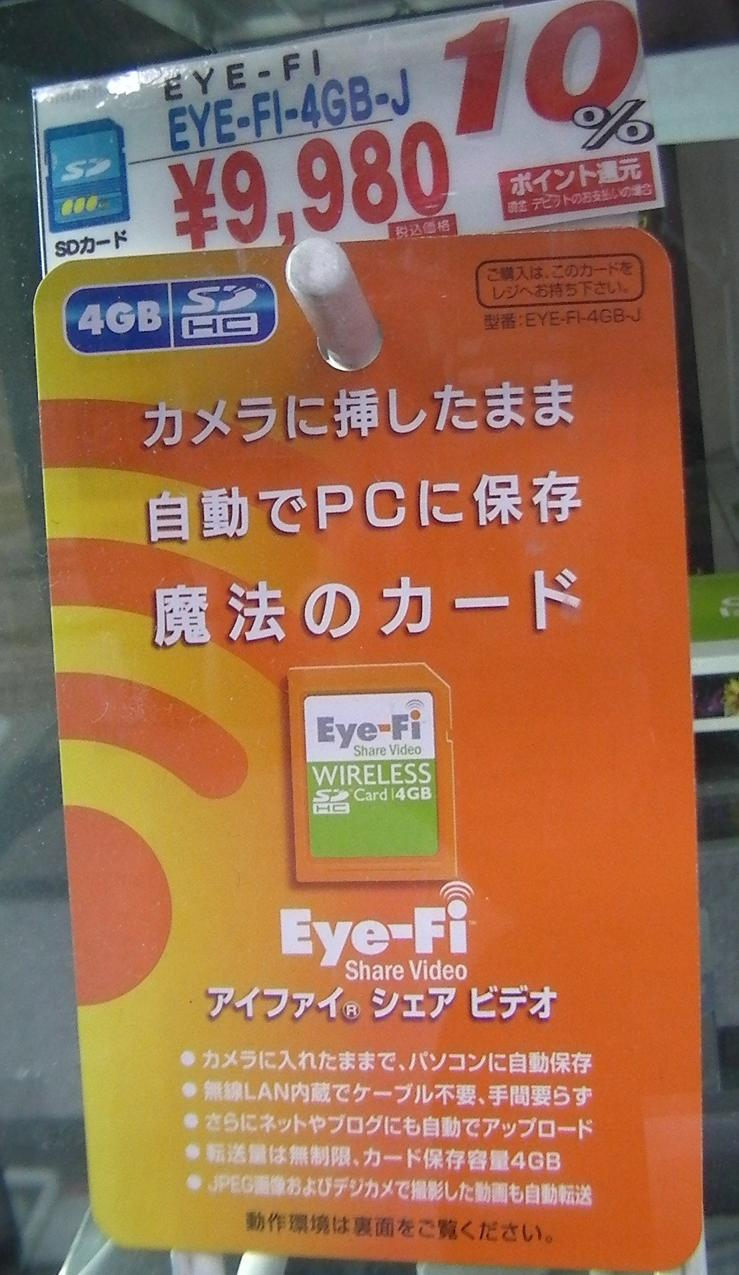

Eye-Fi - компанія з Маунтін-В'ю в Каліфорнії (США), котра відома своїми різновидами  SD флеш-карт пам'яті з вбудованими всередині карти апаратними елементами підтримки Wi-Fi-технології.

## Історія
Eye-Fi створили в 2005 році Ювал Корен, Зів Гілат, Євгенія Фейнберга і Беренд Озцері. Джеф Голов став генеральним директором у вересні 2007 року. А Ювал Корен в травні 2011 року.

## Особливості використання
Карти можуть бути використані в будь-якому підтримуваному цифровому фотоапараті. Карта вставляється у відповідне гніздо фотоапарата, отримуючи живлення від фотоапарата і при цьому розширюючи його функціональність. Карта також може використовуватися у фотоапаратах, обладнаних гніздом для  CF-карт, через відповідний SD-CF перехідник. Моделі таких камер також поміщені в Список підтримуваних камер.
Фотоапарат, оснащений такою картою, може передавати відзняті фотознімки або відеоролики на комп'ютер, в інтернет на заздалегідь запрограмовані ресурси, які здійснюють фото або відео-хостинг подібного роду контенту. Адміністрування, доступ до налаштувань і управління роботою таких карт здійснюється по Wi-Fi з PC або Mac-сумісного комп'ютера через браузер або програму fi / downloads / center / Eye-fi Center[недоступне посилання з червня 2019]. Карта працює тільки через заздалегідь прописані Wi-Fi мережі, підтримуються шифрування WEP і WPA2.

## Різновиди карт
Карти Eye-Fi влаштовані таким чином, що на апаратному рівні вони відрізняються не тільки обсягом пам'яті, а й набором функцій, пов'язаних з роботою в мережах Wi-Fi. В різний час було випущено безліч різних пакетів опцій, частина з яких наведено нижче. На даний момент актуальними є тільки три пакети:
- Connect X2 - Class 6, 4 Гбайт, JPEG;
- Mobile X2 - Class 6, 8 Гбайт, JPEG;
- PRO X2 - Class 6, 8 Гбайт, RAW / JPEG, працює з відкритими Wi-Fi мережами, виконує геолокаційні позиціонування ваших фотографій за допомогою сервісу Skyhook.
- PRO X2 - Class 10, 16 Гбайт, RAW / JPEG, працює з відкритими Wi-Fi мережами, виконує геолокаційні позиціонування ваших фотографій.

На сайті виробника наведені Докладніші порівняння випущених моделей карт Eye-Fi.
З вересня 2011 року компанія SanDisk почала випуск карток Eye-Fi для продаж в регіоні EMEA (Європа, Близький Схід і Африка). Зараз випускається дві моделі: 4 Гбайт і 8 Гбайт. Їх відмітною особливістю від оригінальних карт Eye-Fi є більш низька продуктивність (Class 4). На сьогоднішній день тільки вони офіційно доступні в Україні (на відміну від оригінальних, які як і раніше позиціонуються тільки для ринку США).
Варіанти карт Eye-Fi, що випускалися в різний час.
- Eye-Fi Explore Video - ця карта автоматично шукає поруч з вами відкриті Wi-Fi мережі і робить геолокаційні визначення ваших фотографій за допомогою сервісу Skyhook.
- Eye-Fi Geo.
- Eye-Fi Home - цей тип карти призначений для тих, хто робить і переписує багато знімків на свій комп'ютер, але не відчуває необхідності завантажувати їх у мережу. Карта передає фотографії тільки на ваш жорсткий диск, при цьому вам не потрібні ніякі кабелі, кардрідери та інші пристрої.
- Eye-Fi Home Video.
- Eye-Fi Pro.
- Eye-Fi Share - карта дозволяє автоматично завантажувати фотографії прямо на Ваш улюблений фотохостінговий сервіс за допомогою Wi-Fi.
- Eye-Fi Share Video.

## Технічні характеристики
- Ємність карти: 4 або 8 Гбайт
- Підтримувані стандарти Wi-Fi:  802.11b,  802.11g і  802.11n
- Шифрування переданих даних Wi-Fi: статичний WEP 64/128, WPA-PSK, WPA2-PSK
- Розміри карти:  SD стандарт - 32 х 24 х 2,1 мм
- Вага карти: 2,835 г

## Сумісність з онлайн ресурсами
Технологію Eye-Fi підтримують наступні програми і онлайн фото-відео ресурси:
- Adobe Photoshop Express
- Costco Photo Center
- DotPhoto
- Evernote
- Facebook
- Flickr
- Fotki
- Gallery 2
- Kodak EasyShare Gallery
- MobileMe
- Phanfare
- Photobucket
- Picasa Web Albums
- RitzPix
- Sharpcast
- Shutterfly
- SmugMug
- Snapfish
- TypePad
- Vox
- Walmart
- Webshots
- Windows Live
- YouTube
- Zenfolio

## Software
- Eye-Fi пропонує однойменну програму для iPhone. [1] Ця програма безкоштовна і доступна тільки через магазин App Store супермаркету iTunes Store для жителів США, Канади та Японії. [2]
- Для пристроїв під управлінням Android також існує оригінальне програмне забезпечення Eye-Fi [Архівовано 17 травня 2013 у Wayback Machine.] доступне в Google Play. Крім оригінального  ПЗ є багато сторонніх програм [3], що дозволяють не тільки працювати з пристроями Eye-Fi, але навіть емулювати роботу самого пристрою Eye-Fi. [4].

Для настільних ОС існує спеціальне ПЗ Eye-Fi Center, яке підтримує тільки
- Mac OS X (версій 10.5 і вище) і
- ОС сімейства Microsoft Windows:
  - Windows 7;
  - Windows Vista;
  - Windows XP (починаючи з SP3).

## Нагороди та почесті
Eye-Fi завоювала наступні нагороди:
- "CNET Найкращий CES" на CES Consumer Electronics Show 2010 [5]
- "CES Innovations" Honoree на CES Consumer Electronics Show 2010 [6]
- "Найкраще шоу" на  Macworld 2008 [7]
- "Вибір редактора Award 2008" від Mac спостерігача [Архівовано 11 квітня 2013 у Wayback Machine.] [7]
- "Last Gadget Standing" переможць, Consumer Electronics Show 2008 [8]
- "Last Gadget Standing"  переможць конкурсу, Consumer Electronics Show 2009 [9]

У листопаді 2007 року Wall Street Journal письменника Кетрін Boehret називав Eye-Fi карти "приголомшливими маленькими інструментами". 
У жовтні 2010 року  Time журнал редактора Пітер Ха поставив оригінальні 2 Гб карти Eye-Fi в його спискок «100 найбільших і найвпливовіших гаджетів з 1923 р. до сьогодення ". 